# Bacio
(Edmond Rostand, Cirano di Bergerac, trad. M.Giobbe, BUR 2002)
Il bacio consiste tipicamente nel contatto tra le labbra di una persona e quelle di un'altra, ma più in generale il contatto può avvenire anche verso una qualsiasi altra parte del corpo di un'altra persona. Durante questo contatto, le labbra della persona baciante possono o meno aspirare leggermente dell'aria, creando il tipico rumore dello "schiocco".
Il bacio è un'importante fonte di contatto fisico fra due persone ed è per questo che assume diverse caratteristiche e significati a seconda del contesto, e oggi è diventata in molte culture del mondo una comune forma di espressione di affetto, ma anche di amore, passione, amicizia, rispetto, un saluto, e molte altre ancora.
Esistono diverse opinioni e teorie riguardo alle possibili funzioni del bacio e ai suoi legami con la sfera emotiva e sociale umana, anche in seguito all'osservazione di comportamenti simili di altre specie animali. Attualmente si ritiene che il bacio abbia anche la funzione di cercare partner con sistema immunitario diverso dal proprio, al fine, in termini evolutivi di favorire lo scambio di geni (riassortimento genetico) e aumentare le probabilità di sopravvivenza della prole.
Esiste inoltre una scienza che studia il bacio nei suoi vari aspetti: la filematologia.

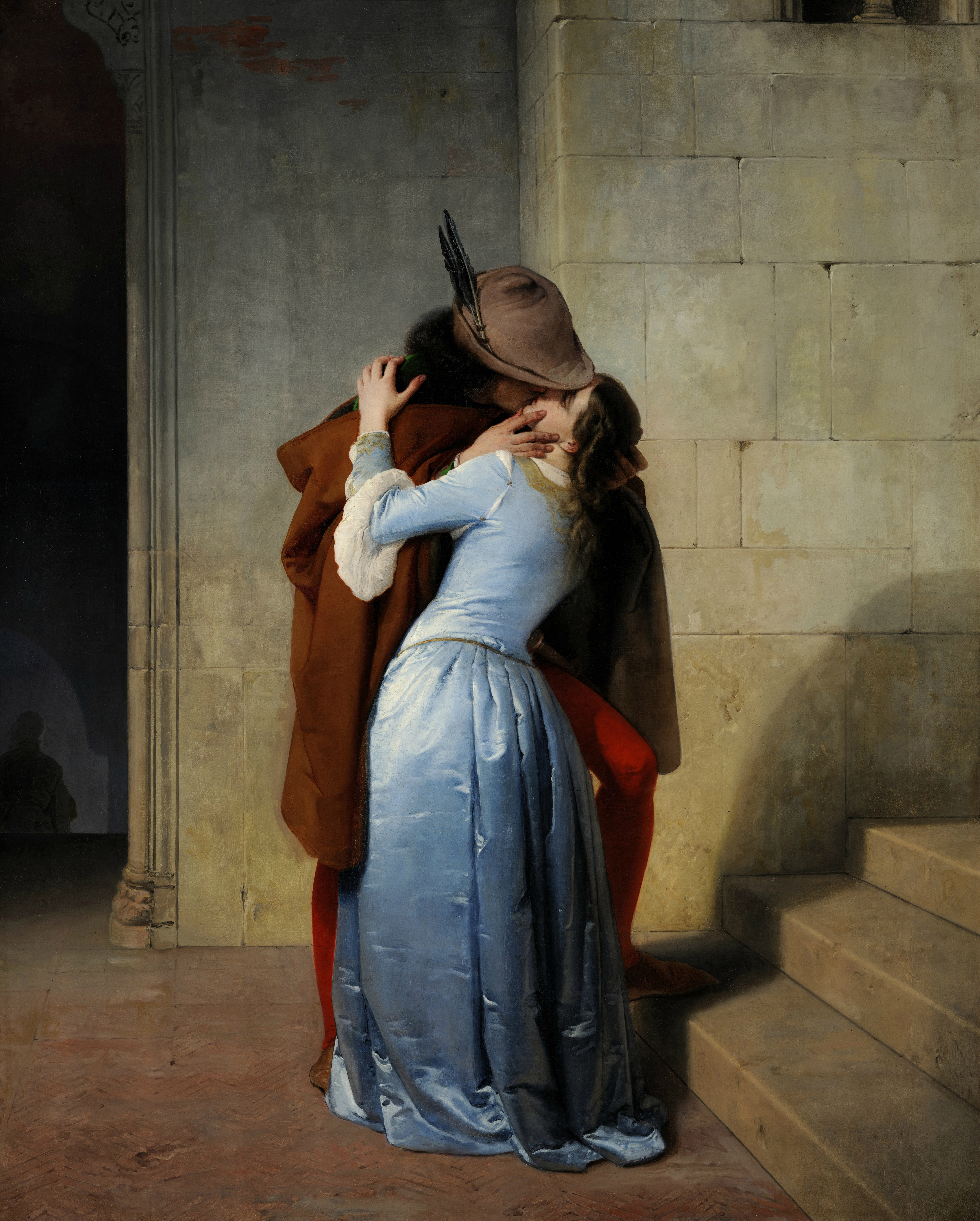
Francesco Hayez, Il bacio (1859), Milano, Pinacoteca di Brera

## Il bacio come saluto

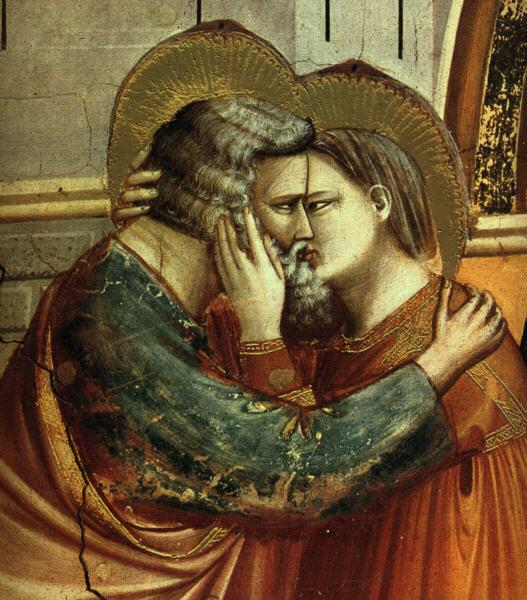
Giotto, Incontro di Anna e Gioacchino alla Porta d'Oro (1303-1305 circa), dettaglio

In alcuni paesi europei, arabi e dell'America Latina, quando si incontrano amici, ci si scambiano due baci porgendosi a vicenda entrambe le guance; il numero di baci può variare notevolmente.
In Francia il bacio sulle guance è diffuso in tutto il paese, sia tra due donne sia tra un uomo e una donna e, meno frequentemente, tra due uomini. Nella parte est e sud del paese si usa porgere dapprima la guancia sinistra (quindi girando la testa prima verso destra), come in Italia, mentre nella parte nord ed ovest la guancia destra è quella che si avvicina per prima (voltandosi quindi verso sinistra), come in Spagna. Nella maggior parte delle regioni ci si scambiano due baci, come in Italia e Spagna, ma ci sono zone dove si usano tre baci (come succede anche in Belgio e Svizzera) e alcune zone arrivano persino a quattro.
Nei Paesi Bassi se ne danno tre, partendo dalla guancia destra, come in Belgio (nella zona francofona però è d'uso dare anche un solo bacio), in Svizzera e in Polonia. Il triplo bacio è tipico anche delle culture ortodosse, infatti è diffuso in Ucraina e Serbia, ma non in Romania, Bulgaria e Grecia.
Nel Regno Unito, Scandinavia, Germania, Austria come anche in alcune zone del nord Italia il bacio tra amici come saluto comunque è meno frequente e limitato a persone con cui c'è sentimento di affetto o tra parenti.
In Russia un tempo era diffuso il bacio sulle labbra fra uomini; nei paesi europei nord-occidentali, invece, il bacio sulle guance non è molto utilizzato, specialmente fra gli uomini, tra i quali il contatto fisico è visto con diffidenza. Nei paesi arabi avviene il contrario, il bacio tra uomini è diffusissimo mentre quello tra uomini e donne assolutamente evitato.
Negli ambienti nobili e raffinati è stato sempre diffusissimo il baciamano, consistente nello sfiorare appena con le labbra (di un uomo) il dorso della mano di una donna. Questo tipo di saluto è ancora abbastanza praticato in Polonia.
Nei paesi musulmani gli uomini si baciano, mentre è vietato per i maschi baciare le donne in pubblico.

## Il bacio come segno d'affetto
Quando durante il bacio come saluto, si vuole sottolineare l'affetto verso l'altra persona, allora invece di porgere solo le guance, si porgono le labbra in modo da baciare in pieno il viso dell'altra persona. Il bacio sulla guancia è infatti un grande segno d'affetto, e viene utilizzato fra amici e parenti quando si vuole dimostrare il bene che si vuole. Spesso è anche accompagnato da un abbraccio e viene solitamente usato in famiglia con un bacio sulla guancia, ma anche sulla fronte, soprattutto con bambini piccoli.

## Il bacio come segno di fratellanza

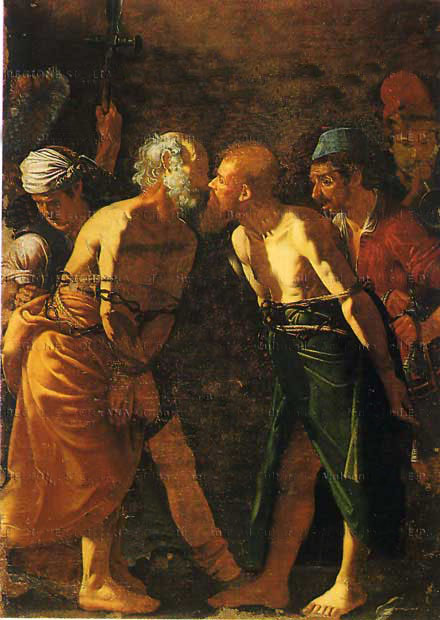
Alonzo Rodriguez, Commiato dei santi Pietro e Paolo, Messina

Anticamente il bacio sulla bocca non aveva una connotazione prevalentemente erotica, anzi era essenzialmente un simbolo di comunione fraterna, anche fra persone dello stesso sesso, un po' come lo è per noi la stretta di mano. L'esempio più famoso di bacio di fratellanza, anche nascondente un tradimento, è il bacio di Giuda, descritto nei Vangeli sinottici e che documenta la normalità di tale pratica. Nelle lettere di Paolo si trovano molti richiami al "bacio santo" tra persone che si incontrano, una pratica che anticamente nelle funzioni sostituiva il segno di pace della stretta di mano durante la celebrazione eucaristica.
Dante Alighieri è baciato da Virgilio nella Divina Commedia (Inf. VIII, 44) per rassicurarlo dopo un difficile episodio. Più o meno negli stessi anni Dino Compagni documentava la pace del Cardinal Latino a Firenze (1304) suggellata da baci sulla bocca dei capi delle fazioni avverse (Cronica delle cose occorrenti ne' tempi suoi, III, 4).
Non è chiaro quando questa usanza decadde. Ancora agli inizi del Novecento era normale per uno sposo baciare sulla bocca la madre della sposa il giorno del matrimonio (un esempio si vede nel film Rapacità di Erich von Stroheim).

## Il bacio come atto sessuale

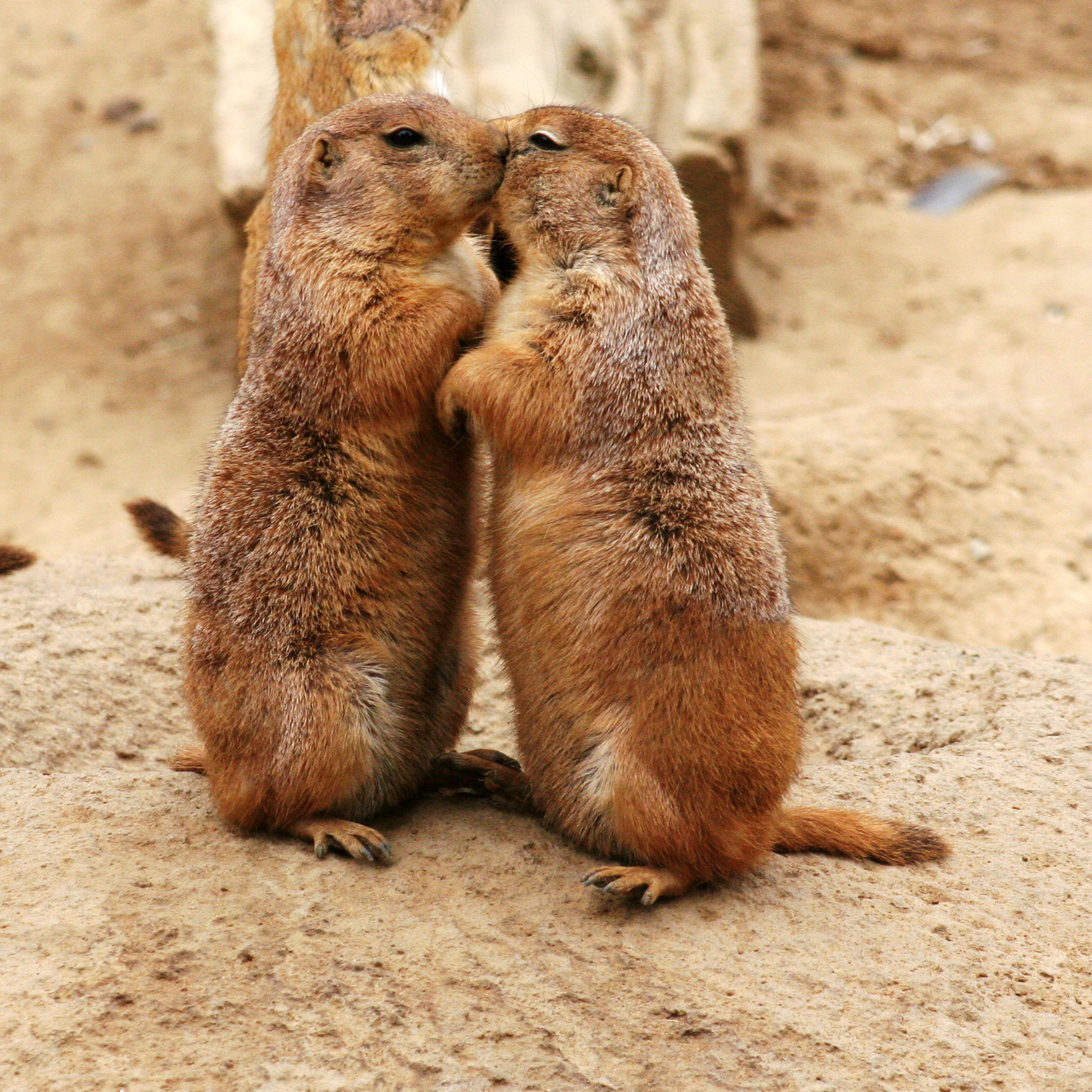
Due cani della prateria (Cynomys ludovicianus) che si baciano

I baci scambiati sulle guance il più delle volte non hanno carica erotica: essa però si riscontra in pieno nel bacio sulle labbra e nel bacio alla francese. Quest'ultimo tipo di bacio consiste nel leccare la lingua del partner con la propria e nello scambiarsi, quindi, emozioni che coinvolgono in maniera molto forte. Questo bacio è, di solito, accompagnato da uno scambio di morsi molto leggeri sulle labbra, ed è quasi sempre scambiato a occhi chiusi. Può arrivare a durare anche per molti minuti.
Il bacio alla francese è un avvicinamento all'atto sessuale vero e proprio, ovvero uno dei cosiddetti preliminari, e spesso i più giovani incominciano a scoprire il sesso tramite questo tipo di bacio.
Un altro tipo di bacio di ambito sessuale è il bacio sul collo; esso, infatti, provoca un intenso eccitamento, e spesso, si trasforma nel cosiddetto "succhiotto" (termine di origine dialettale). Quest'ultimo consiste nell'aspirare con forza il collo dell'altra staccando poi le labbra d'improvviso in modo da far apparire una marcata macchia rossa che, se fatta bene, può durare anche per diversi giorni.
I baci poi, raggiungono la loro acme nel momento dei preliminari. Infatti da qui diventano un vero e proprio atto sessuale che può essere seguito da fellatio o da cunnilingus, oppure dall'atto sessuale vero e proprio.

### Il bacio nel Kāma Sūtra
nel Kāma Sūtra, Vatsyayana ritiene che una fanciulla debba praticare solo tre tipi di baci:
- il bacio simbolico: quello di una fanciulla che sfiora le labbra del suo innamorato;
- il bacio fremente: quello che una fanciulla dà toccando le labbra pressate contro le sue e muovendo il labbro inferiore;
- il bacio a contatto: quello che una fanciulla dà al suo innamorato toccando le labbra con la sua lingua e facendolo, socchiude gli occhi e lascia le sue mani in quelle di lui.

## Il bacio di Venere
Ecco una "promessa di bacio" della dea Venere, nelle Metamorfosi di Apuleio: «ab ipsa Venere septem savia suavia et unum blandientis appulsu linguae longe mellitum», cioè chi lo merita riceverà «da Venere in persona sette meravigliosi baci, e uno addolcito di molto dal tocco della sua lingua carezzevole».

## Il bacio senza scontrarsi con il "naso"
Per evitare di scontrarsi col naso, di solito le persone quando si baciano piegano la testa. Spesso, per stare più comodi, uno dei due seduto sorregge l'altro fra le braccia e il torace combinando così un bacio con un abbraccio. Colui che sorregge di solito ha un ruolo più attivo nel baciare l'altro. A questo proposito lo psicologo Onur Güntürkün ha pubblicato su Nature uno studio basato sull'osservazione di coppie che si baciano in pubblico in luoghi come aeroporti e parchi secondo il quale l'inclinazione della testa verso destra è più frequente che verso sinistra con un rapporto di 2:1. Güntürkün attribuisce questa asimmetria alle preferenze mostrate dai neonati per il lato destro..
Un dolore al collo o una contrattura muscolare (solitamente lo sternocleidomastoideo) può far assumere al capo tale inclinazione asimmetrica; questa posizione patologica è ironicamente definita Sindrome del baciatore.

## Il bacio nel diritto privato
In quello medievale, il bacio era utilizzato per suggellare il cosiddetto 'baciatico', cioè diritto della fidanzata a ricevere una donazione dal fidanzato.
La consuetudine deriva da un'analoga consuetudine romana, l'osculum interveniens, il bacio che interveniva a sancire il diritto della fidanzata a ricevere in donazione metà dei beni ricevuti in regalo, in caso di morte del fidanzato.

## Bacio di oggetti

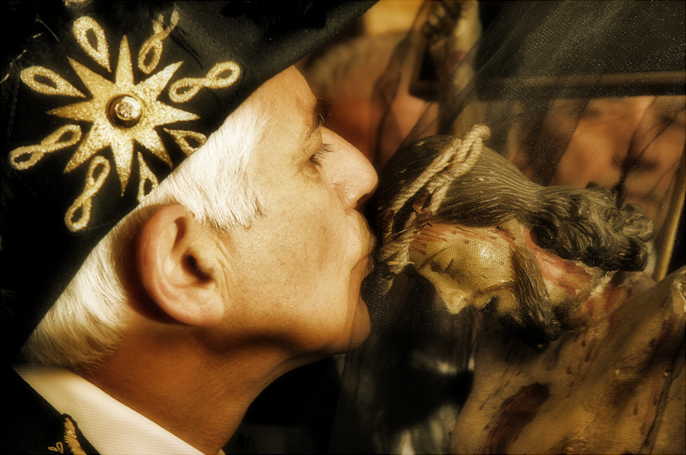
Bacio della croce nella religione cristiana

Il bacio di particolari oggetti secondo un preciso rituale è tipico di molte religioni e di alcuni cerimoniali legati a papi e imperatori.
Per esempio per i musulmani baciare la Pietra Nera alla Mecca è un elemento necessario del pellegrinaggio rituale (Haji), mentre gli ebrei baciano il Muro del pianto e oggetti sacri - come la Torah o il Siddur - durante la preghiera, gli Hindu baciano talvolta la terra nei templi e i cristiani (in particolar modo i cattolici e gli ortodossi), durante la liturgia del Venerdì Santo, baciano la croce in segno di adorazione del Cristo. Usanza in uso nel passato era baciare un oggetto liturgico, la pace, durante la celebrazione eucaristica.
I cristiani ortodossi hanno una lunga tradizione di praticare il bacio nelle loro cerimonie; tra loro è comune, quando si entra in chiesa, baciare le icone e le reliquie sacre. Alcuni baciano il calice dell'Eucaristia, altri baciano il bordo dei paramenti del prete al suo passaggio, e gli accoliti baciano la sua mano quando gli danno l'incensiere. I fedeli spesso si baciano reciprocamente prima di ricevere la Comunione.
Nel cerimoniale papale è tradizione baciare i piedi al Papa (o l'anello dei cardinali e dei vescovi), una tradizione nata nell'impero bizantino ai tempi dell'Imperatrice Teodora come segno di estrema devozione al sovrano. Papa Paolo VI e Papa Giovanni Paolo II erano soliti baciare la terra appena arrivati in un nuovo Paese.

## Il bacio nel mondo
L'atto di baciare non è una pratica universale: una interessante storia del bacio ha scritto, nel secolo scorso, l'erudito e filologo danese Kristoffer Nyrop.
Il bacio, per metà del mondo, non è piacevole e talvolta può recare fastidio.
In Cina il bacio è considerato poco igienico. 
In Giappone non si usa baciarsi in pubblico, perché può recare fastidio, così come in India, Emirati Arabi e Malaysia.
Il bacio eschimese è molto particolare: si strofinano le punte dei nasi, con labbra e occhi chiusi.

## Bacio in letteratura
È Francis Turner che, nell'omonima epigrafe, dopo aver tratteggiato la propria sofferta esistenza passata, così ricorda un bacio di un pomeriggio di giugno, passato oramai per sempre... Eppure giaccio qui/blandito da un segreto che solo Mary conosce:/c'è un giardino di acacie,/di catalpe e di pergole addolcite da viti-/là, in quel pomeriggio di giugno/al fianco di Mary-/mentre la baciavo con l'anima sulle labbra,/l'anima d'improvviso mi fuggì. Questi ultimi due versi 'mi mozzarono il fiato', come si espresse la stessa Pivano [vedi nota introduttiva di ref(6)].
A questo personaggio è ispirata la canzone Un malato di cuore di Fabrizio De André